# Ytter-Hundsjön
Ytter-Hundsjön är en sjö i Kramfors kommun i Ångermanland och ingår i Ångermanälvens huvudavrinningsområde. Sjön har en area på 0,189 kvadratkilometer och ligger 60 meter över havet. Sjön avvattnas av vattendraget Mångsån.

## Delavrinningsområde
Ytter-Hundsjön ingår i det delavrinningsområde (700034-160551) som SMHI kallar för Utloppet av Ytter-Hundsjön. Medelhöjden är 132 meter över havet och ytan är 5,26 kvadratkilometer. Räknas de 6 avrinningsområdena uppströms in blir den ackumulerade arean 22,16 kvadratkilometer. Mångsån som avvattnar avrinningsområdet har biflödesordning 3, vilket innebär att vattnet flödar genom totalt 3 vattendrag innan det når havet efter 14 kilometer. Avrinningsområdet består mestadels av skog (79 procent). Avrinningsområdet har 0,37 kvadratkilometer vattenytor vilket ger det en sjöprocent på 7 procent.